# Sikanderpur
Sikanderpur é uma cidade e uma nagar panchayat no distrito de Kannauj, no estado indiano de Uttar Pradesh.

## Demografia
Segundo o censo de 2001, Sikanderpur tinha uma população de 7564 habitantes. Os indivíduos do sexo masculino constituem 52% da população e os do sexo feminino 48%. Sikanderpur tem uma taxa de literacia de 60%, superior à média nacional de 59.5%: a literacia no sexo masculino é de 66% e no sexo feminino é de 53%. Em Sikanderpur, 16% da população está abaixo dos 6 anos de idade.